# Quadroppia minima
Quadroppia minima är en kvalsterart som beskrevs av K. Fujikawa 2004. Quadroppia minima ingår i släktet Quadroppia och familjen Quadroppiidae. Inga underarter finns listade i Catalogue of Life.